# فرديناند زاوربروخ

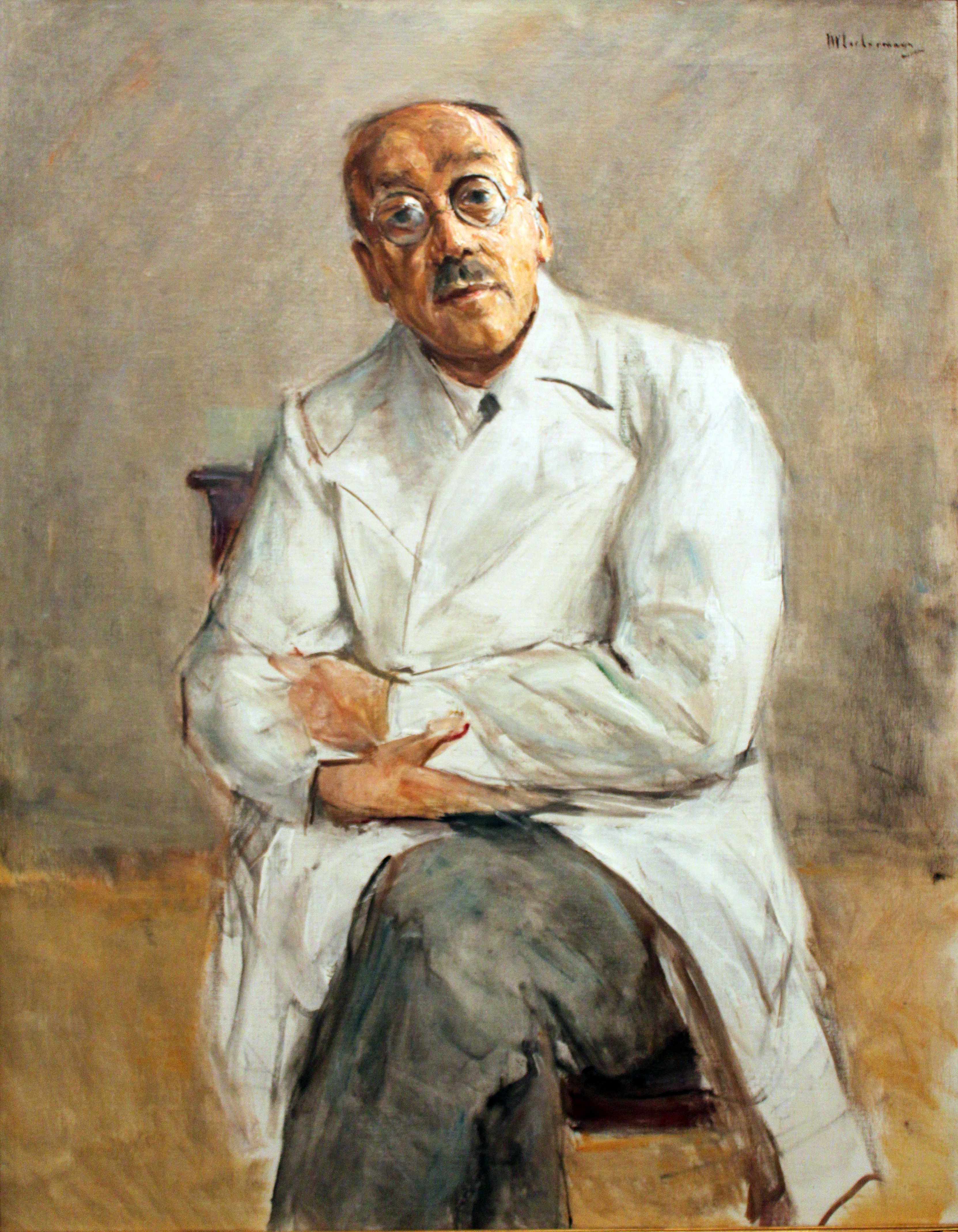
ماكس ليبرمان: فرديناند ساويربروخ (1932)، كونستهالي هامبورغ

إرنست فرديناند ساويربروخ (بالألمانية: Ferdinand Sauerbruch)‏ ( تُلفظ بالألمانية: [ˈzaʊ.ɐˌbʁʊx]؛ 3 يوليو 1875 – 2 يوليو 1951) كان جراحًا ألمانيًا.

## سيرة شخصية
وُلد في بارمن (الآن مقاطعة فوبرتال )، ألمانيا. درس الطب في جامعة فيليبس في ماربورغ، وجامعة غرايفسفالد، وجامعة فريدريش شيلر في يينا، وجامعة لايبزيغ، وتخرج منها آخر مرة عام 1902. ذهب إلى بريسلاو في عام 1903، حيث طور غرفة Sauerbruch، وهي غرفة ضغط للعمل على القفص الصدري المفتوح، والذي أظهره في عام 1904. كان هذا الاختراع طفرة في طب الصدر وسمح بإجراء عمليات القلب والرئة بدرجة خطر أقل. كجراح في ساحة المعركة خلال الحرب العالمية الأولى، قام بتطوير عدة أنواع جديدة من الأطراف الاصطناعية، والتي أتاحت لأول مرة تنفيذ الحركات البسيطة باستخدام العضلات المتبقية للمريض.
في عام 1937، أصبح عضوًا في مجلس أبحاث الرايخ الذي تم إنشاؤه حديثًا والذي دعم «مشاريع البحث» في الإس إس، بما في ذلك التجارب على السجناء في معسكرات الاعتقال. كرئيس لفرع الطب العام في RRC، وافق شخصيا على الأموال التي مولت تجارب أغسطس هيرت بغاز الخردل على السجناء في معسكر اعتقال Natzweiler من 1941 حتى 1944.  ومع ذلك، فقد كان أحد أساتذة الجامعة القلائل الذين تحدثوا علنًا ضد برنامج NS-Euthanasia T4. في عام 1942، أصبح الجراح العام للجيش. في منتصف شهر سبتمبر عام 1943، حصل على وسام صليب الاستحقاق الحربي. في 12 أكتوبر 1945، اتهم الحلفاء بأنه ساهم في الديكتاتورية النازية، لكن لم تتم إدانته لعدم كفاية الأدلة. 
بقي زاوربروخ في المستشفى طوال الحرب؛ تم نقله لمسرح العمليات الخاص به حرفيًا بواسطة الجيش الأحمر في عام 1945. في وقت متأخر من حياته، أصبح مصابًا بالجنون وتم فصله من مستشفى شاريتي لأنه واصل إجراء العمليات الجراحية على المرضى، وكانت النتائج غير مؤكدة. اكتشف زملاؤه الأخطاء لكنهم لم يتمكنوا من إيقافه بسبب شهرته وقوته.
توفي في برلين في سن الخامسة والسبعين. تم دفنه في برلين وانسي. تحمل مدرسة ثانوية في غروس رورسدورف في ساكسونيا في ألمانيا الحديثة اسمه. 

## الأطفال
أصبح ابنه الأكبر هانز زاوربروخ(1910–1996) رسامًا؛ عاش في برلين بروما وبعد الحرب في كونستانز حيث ولد ابنه المهندس المعماري ماتياس زاوربروخ.
الابن الثاني لسويربروش، فريدريش زاوربروخ(مواليد 1911)، كان جراحًا أيضًا. ساعد والده وكان مسؤولًا فعلًا عن إنهاء أنشطة والده في مستشفى شاريتي (الذي أصبح محفوفًا بالمخاطر بسبب مرضه). عاش في برلين ولاحقا في مويرز.
الابن الثالث بيتر زاوربروخ (5 يونيو 1913 - 29 سبتمبر 2010) كان حاصلًا على الصليب الفارس للفارس الحديدي في 4 يناير 1943 بصفته هاوبمان في هيئة الأركان العامة في فرقة بانزر الرابعة عشرة وزعيمًا لكامبغروب «زاوربروخ». عاش في هامبورغ وميونيخ.

## روابط خارجية
- فرديناند ساويربروخ على موقع IMDb (الإنجليزية)
- فرديناند ساويربروخ على موقع الموسوعة البريطانية (الإنجليزية)
- فرديناند ساويربروخ على موقع مونزينجر (الألمانية)